# Machilus thunbergii
Machilus thunbergii ist ein Baum in der Familie der Lorbeergewächse aus Japan, Korea, Taiwan, dem süd- und nordöstlichen China und Vietnam. In Japan ist er bekannt als Tabunoki (タブノキ, 椨) oder Inugusu (イヌグス, 犬楠) auch Tama-, Yamakusu sowie Madami. Auch ist er bekannt als Red Nanmu, chinesisch 紅楠.

## Beschreibung
Machilus thunbergii wächst als immergrüner Baum mit kurzem Stamm bis zu 20 Meter hoch. Der Stammdurchmesser erreicht über 1,3 Meter. Die Borke ist im Alter gräulich, rau und rissig bis schuppig. Der Baum ist recht langlebig.
Die wechselständigen, kurz gestielten, festledrigen Laubblätter an den Zweigenden sind ganzrandig und bespitzt bis zugespitzt. Die eiförmigen bis elliptischen oder verkehrt-eiförmigen, kahlen Blätter sind bis zu 13 Zentimeter lang. Sie sind unterseits blasser und „bereift“, glauk. Die jungen Blätter sind rötlich.
Machilus thunbergii ist heterodichogam, also mit protogynen und protandrischen Blüten auf einem Exemplar. Es werden auffällige, große, orange-rote und pelzige Blütenknospen an den Zweigenden gebildet. Es werden kürzere, endständige, rispige und vielblütige Blütenstände gebildet. Die kleinen, gelblich-grünlichen, zwittrigen und kurz gestielten Blüten sind dreizählig mit einfacher Blütenhülle. Es sind 6 Tepalen in zwei Kreisen vorhanden. Es sind 9 kurze Staubblätter und 3 Staminodien in 4 Kreisen vorhanden, drei Kreise sind fertil und der innerste ist staminodial. Die Staubblätter im 3. Kreis besitzen an der Basis gestielte Drüsen. Der kahle, einkammerige Fruchtknoten ist oberständig mit kurzem Griffel und schwach gelappter Narbe.
Es werden kleine, rundliche und purpur-schwärzliche, etwa 1–1,2 Zentimeter große, einsamige, dünnfleischige Früchte, Beeren, mit beständigem, zurückgelegtem Perianth an rötlichen Fruchtständen gebildet. Die großen, weiß-braunen Samen sind dünnschalig und aromatisch.

## Verwendung
Die gemahlene, fast geruchlose Rinde wird als Bindemittel in Räucherstäbchen, -waren verwendet. Sie ist bekannt als Tabu, Makko oder Tabunoki. Ähnlich verwendet wird die Rinde und das Holz von Litsea glutinosa (Laha), Litsea monopetala oder Machilus glaucescens  (Syn.: Persea macrantha) (Jigat, Joss; Agarbatti). Aus der Rinde kann auch ein brauner Farbstoff zum Färben gewonnen werden.
Das schöne, recht harte und mittelschwere Holz wird wenig genutzt, z. B. für Holzdruckstöcke oder Holzdielen. Eingeweichte Holzspäne (Bandoline) erzeugen einen Schleim der als Haarfestiger, Pomade, Verwendung fand.